# فليتشير إبرام
فليتشير إبرام (بالإنجليزية: Fletcher Abram)‏ هو لاعب كرة يد أمريكي، ولد في 12 ديسمبر 1950 في كاري في الولايات المتحدة.

## وصلات خارجية
- فليتشير إبرام على موقع أوليمبيديا (الإنجليزية)